# Años 940
Los años 940 o década del 940 empezó el 1 de enero del 940 y terminó el 31 de diciembre del 949.

## Acontecimientos
- Marino II sucede a Esteban VIII como papa en el año 942.
- Agapito II sucede a Marino II como papa en el año 946